# Altare della Passione
L’Altare della Passione è una pala d'altare del Maestro Bertram, sebbene considerato come opera di bottega (come allo stesso modo è da considerare l’Altare di Harvestehude, presso la Kunsthalle di Amburgo) e ora conservato nella Niedersächsisches Landesmuseum di Hannover. 

## Descrizione e stile
Ad ante aperte sono, su due registri, 16 dipinti con scene della Passione di Cristo: dall'entrata in Gerusalemme alla Pentecoste.
È interamente dipinto, con il suo colorismo luminoso e chiaro, e va cronologicamente collocato dopo l'altare di San Pietro, probabilmente agli anni 1390-1395. Potrebbe coincidere con l'opera denominata Polittico della Vergine, offerta nel 1394 alla chiesa di San Giovanni di Amburgo dalla confraternita del Corpo di Gesù dei Flanderfahrer, cioè dei Navigatori in commercio con le Fiandre, e che conosciamo attraverso i documenti.